# Брезовци (община Дорнава)
Вижте пояснителната страница за други значения на Брезовци (Дорнава).
Брезовци (на словенски: Brezovci) е село в Словения, Подравски регион, община Дорнава. Според Националната статистическа служба на Република Словения през 2002 г. селото има 97 жители.